# John Peter Russell
John Peter Russell (ur. 16 czerwca 1858 w Darlinghurst, zm. 22 kwietnia 1930 w Sydney) – australijski malarz impresjonistyczny.

## Życiorys
John Peter Russell urodził się jako najstarsze z czworga dzieci Johna Russella i Charlotte Elizabeth, z domu Nicholl. 5 stycznia 1881 roku, po śmierci ojca, zapisał się do Slade School of Fine Art, University College w Londynie, gdzie studiował trzy lata pod kierunkiem francuskiego malarza Alphonse’a Legrosa. Po opuszczeniu Londynu udał się do Paryża, gdzie studiował malarstwo pod kierunkiem Fernanda Cormona (wśród słuchaczy byli Henri de Toulouse-Lautrec i Émile Bernard). Russell był człowiekiem dobrze sytuowanym i ożeniwszy się z urodziwą Włoszką, Marianą Antoinettą Matiocco, osiedlił się na wyspie Belle-Île u wybrzeży Bretanii, gdzie założył kolonię artystyczną. Z Matiocco miał 11 dzieci, z których przeżyło sześcioro.
W Paryżu Russell spotkał Vincenta van Gogha, z którym się zaprzyjaźnił. Van Gogh wyrażał się bardzo dobrze o pracach Russella, a po spędzeniu swego pierwszego lata w Arles, w roku 1888, wysłał do niego 12 swoich rysunków, informując go o swoich aktualnych poczynaniach. Claude Monet często pracował z Russellem na Belle Île, oddziaływając na jego styl.
W latach 1897 i 1898 Belle-Île odwiedził Henri Matisse. Russell wprowadził go w tajniki impresjonizmu i sztuki van Gogha (który wówczas był stosunkowo nieznany). Styl Matisse'a zmienił się radykalnie, tak że mógł on później powiedzieć: "Russell był moim nauczycielem, i Russell wyjaśniał mi teorię koloru." Córka Russella, Jeanne Jouve, znana w Paryżu jako śpiewaczka, twierdziła, że ojciec zgromadził kolekcję dzieł impresjonistów: van Gogha, Gauguina, Émile’a Bernarda, Guillaumina, którą zamierzał przekazać Australii, ale nie wiadomo, co się z nią stało po jego śmierci.
W 1907 roku w Paryżu zmarła żona Russella. Zrozpaczony Russell pochował ją nazajutrz przy swoim domu, a następnie zniszczył 400 swoich obrazów olejnych i akwarel. Auguste Rodin rozpaczał po zniszczeniu „tych cudów”, a w jednym ze swych listów do Russella powiedział: "Twoje dzieła przeżyją. Jestem pewny. Pewnego dnia będziesz umieszczony na tym samym poziomie, co nasi przyjaciele, Monet, Renoir i van Gogh". 17 czerwca 1912 roku w Paryżu, Russell ożenił się z Caroline de Witt Merrill, amerykańską śpiewaczką znaną jako Felize Medori. W roku 1915 wyjechał do Anglii, gdzie jego pięciu synów wstąpiło do wojska.
Po wojnie Russell wyjechał z czwartym synem Siwardem do Nowej Zelandii, gdzie przez dwa lata zajmował się malowaniem. Później przeniósł się do Sydney, gdzie malował sceny portowe. 22 kwietnia 1930 roku doznał ataku serca, w następstwie którego zmarł.
Kuzynka Russella Thea Proctor (1879–1966), znana osobistość w kręgach artystycznych Sydney, wiele zrobiła pod koniec swego życia dla promocji jego sztuki.
Russell był przyjacielem Auguste'a Rodina i Emmanuela Frémieta, którzy uwiecznili urodę jego żony w swoich dziełach: Rodin w Minerve sans Casque a Frémiet w Jeanne d’Arc. Namalowany przez Russella w latach 1886–1887 portret van Gogha znajduje się od 1938 roku w zbiorach Muzeum Vincenta van Gogha w Amsterdamie.

## Przykłady twórczości

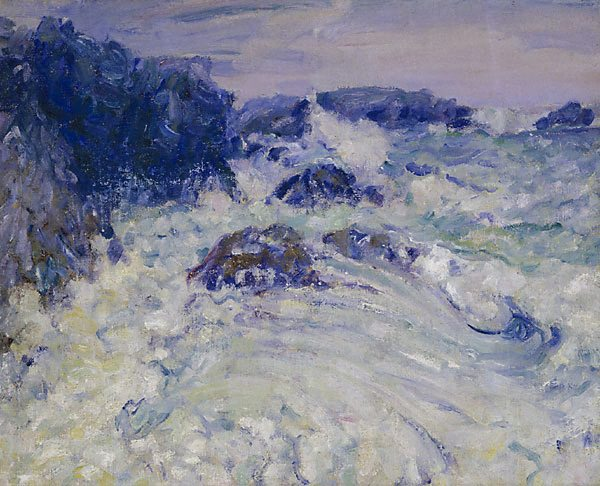
John Peter Russell: Rough Sea, Morestil, ok. 1900, Art Gallery of New South Wales, Sydney
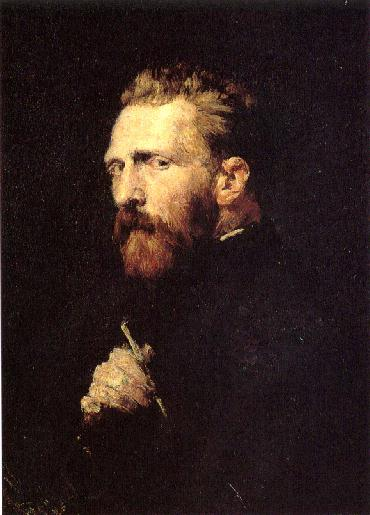
Portret van Gogha pędzla Russella